# 吉丸広人
吉丸 広人（よしまる ひろと、1998年6月5日 - ）は、岩手朝日テレビのアナウンサー。

## 人物
身長170cm。血液型B型。趣味はスポーツ観戦、読書、映画鑑賞。
特技は料理。

## 略歴
兵庫県明石市出身。 2021年3月、関西学院大学卒業。
2021年4月、テレビ高知入社。2021年12月に岩手朝日テレビ入社。

## 担当番組
- スーパーJチャンネルいわて
- Go!Go!いわて